# کارخانه فاگوس
کارخانه فاگوس یک کارخانه قدیمی و نمونهٔ مهم از معماری مدرن اولیه در آلمان است. کارخانه، به وسیلهٔ والتر گروپیوس و آدولف مایر طراحی و بین سال‌های ۱۹۱۱ و ۱۹۱۳ ساخته شد و فضای داخلی در سال ۱۹۲۵ به اتمام رسید.

## تأثیرات
معماری این کارخانه از کارخانه توربین آ ا گ(ساخت ۱۹۱۰) اثر پیتر بهرنس تأثیر پذیرفته‌است.

## میراث جهانی
کارخانه فاگوس در سال ۲۰۱۱ به عنوان میراثی فرهنگی با معیارهای (ii, iv) در فهرست میراث جهانی یونسکو به ثبت رسیده‌است.

## نگارخانه

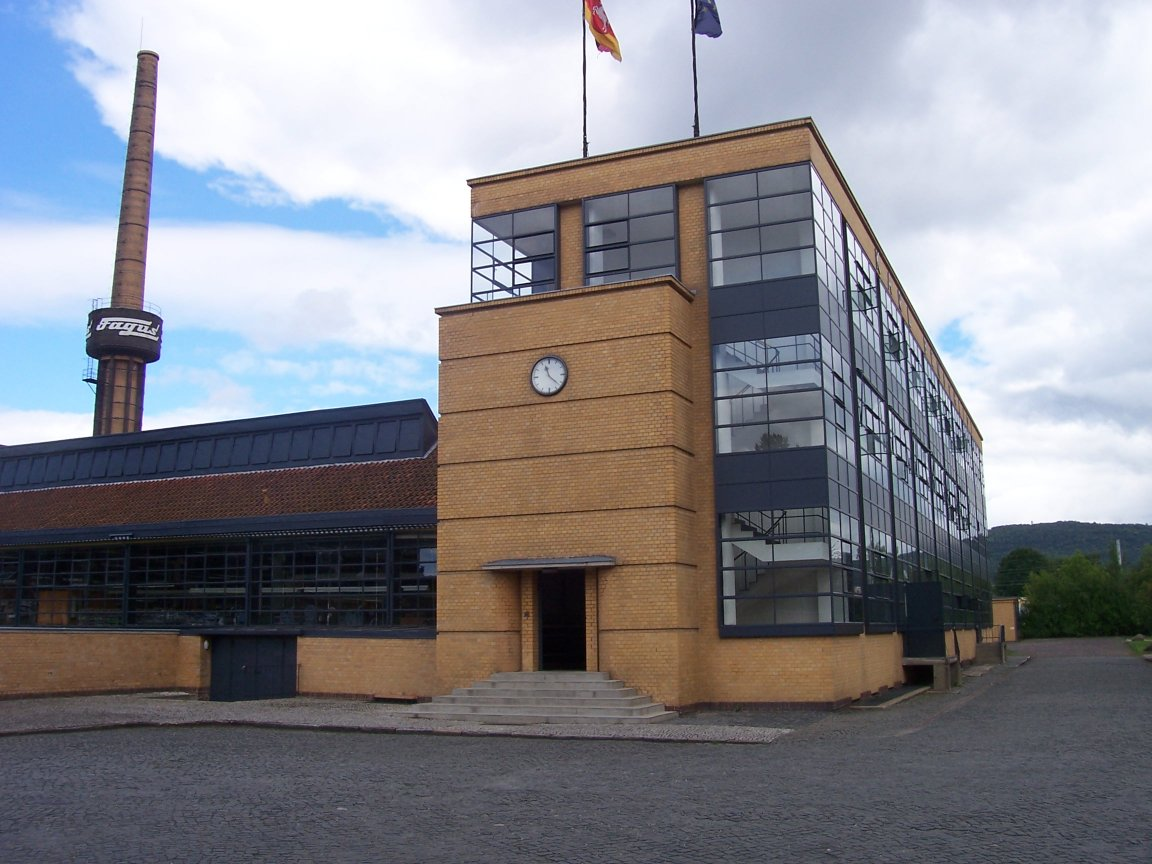
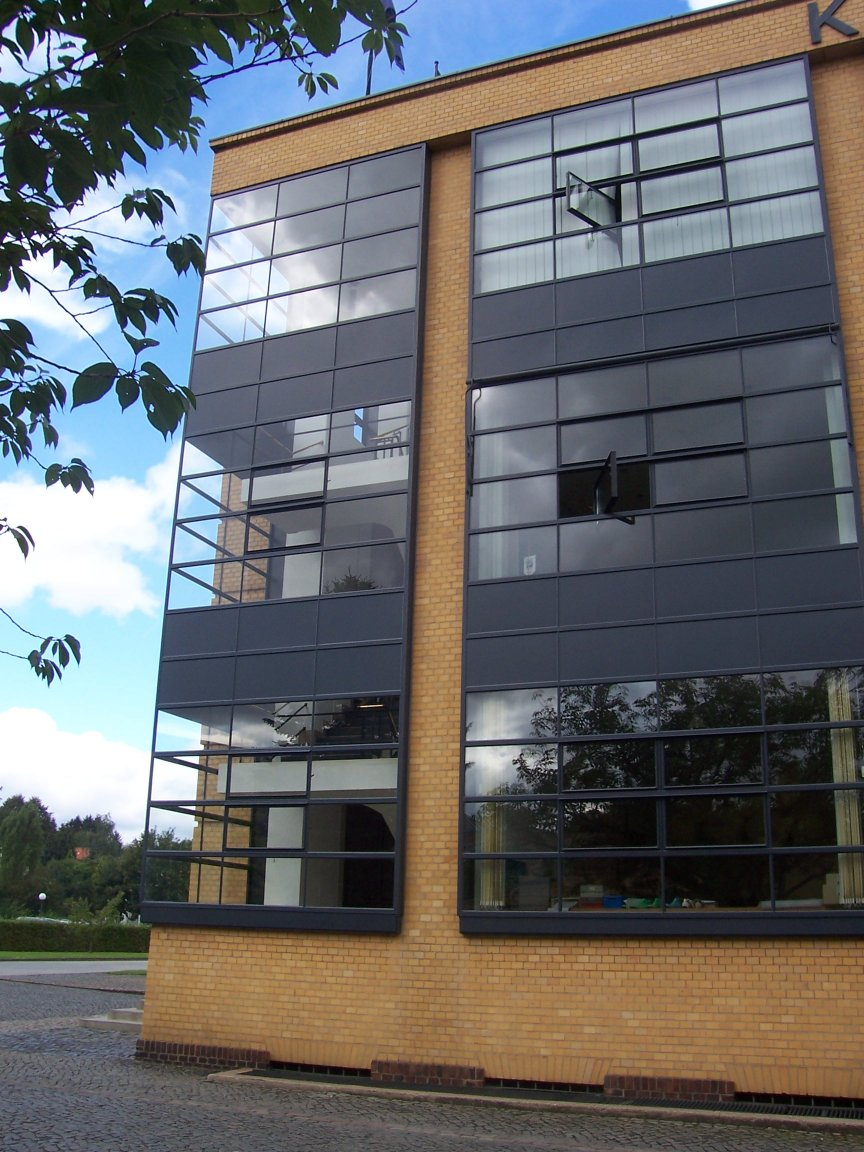
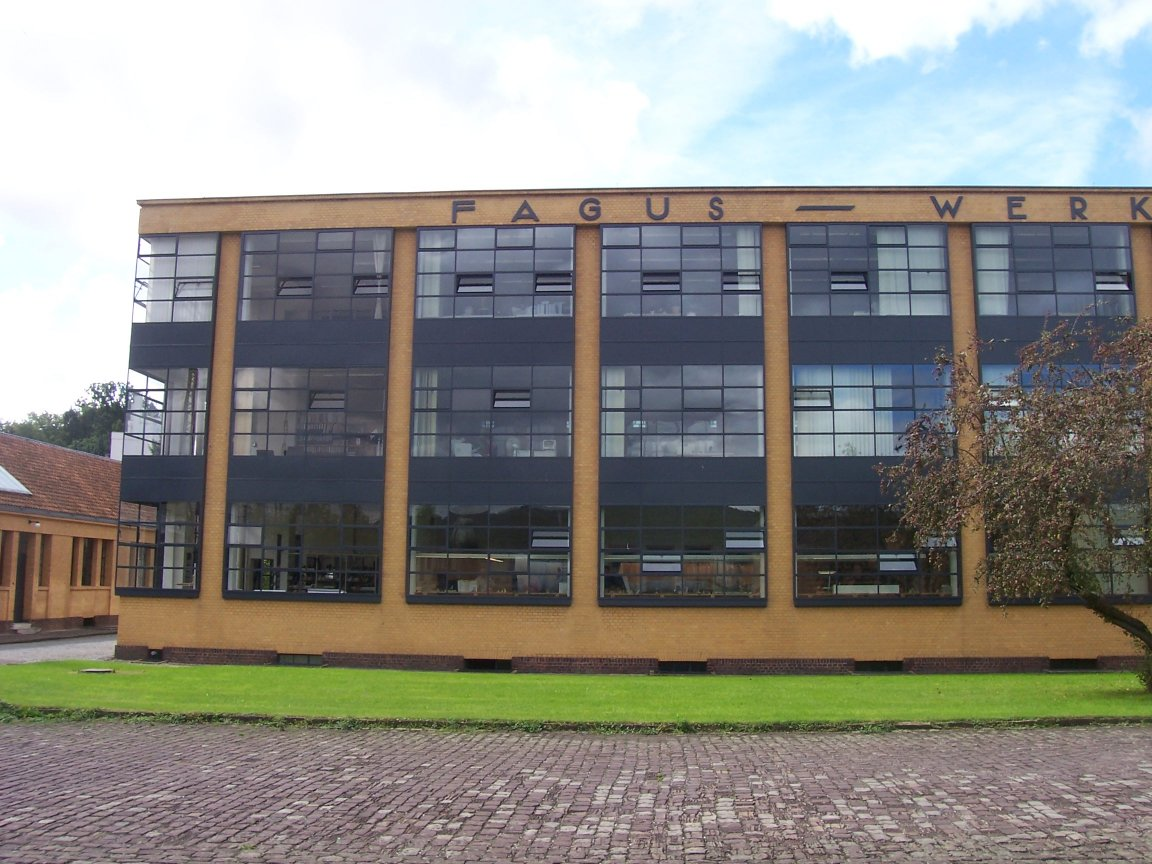